# Connie Achurra
Constanza Achurra Díaz, más conocida como Connie Achurra (Santiago, 15 de septiembre de 1977) es una artista, cantante, autora, influencer y cocinera autodidacta chilena. Ha animado varias emisiones de radio y televisión y ha escrito libros sobre cocina y vida saludable. Es la hija del actor y ex alcalde de Paine Patricio Achurra y hermana del también actor y constituyente Ignacio Achurra y de la fotógrafa Macarena Achurra.

## Biografía
Nació en Santiago de Chile, siendo la hija mayor del matrimonio entre el actor de teleseries Patricio Achurra Garfias y la diseñadora de vestuario Ximena Díaz. Sus padres se separaron cuando ella tenía 8 años.
Creció en la comuna de Las Condes, en una familia marcada por la influencia artística de sus padres y abuelos. Su abuela paterna fue la actriz María Elena Garfias, quien participó en la formación del Teatro Experimental de la Universidad de Chile.
Desde niña sintió interés por la música. Influenciada por su padre tomó clases de canto con Ricardo Álvarez. Terminado sus estudios escolares en el colegio católico de monjas Saint John's Villa Academy estudió diseño, teatro y música, campo al que se dedicó durante más de 10 años. Tuvo varios proyectos diferentes de música, desde jazz a bossa nova, y también música infantil. Fue profesora y entrenadora de canto y en 2005 participó como jurado del programa de talentos Rojo fama contrafama de TVN.
En su adolescencia fue diagnosticada con bulimia y pasó por varios tratamientos sicológicos para tener una relación más saludable con la comida.
En 2014, en paralelo a su trabajo como restauradora autodidacta de muebles, comenzó a hacer clases de cocina en su casa y a crear recetas de comida saludable y sin azúcar que difundía a través de los medios sociales, con la que ganó gran popularidad en Internet.
Está separada del productor musical Claudio Carrizo, con quien contrajo matrimonio en 2004 y tiene dos hijas, Julieta y Luciana.

## Carrera mediática
En 2016, asociada con la productora Oink, debutó como conductora de televisión con el programa Mi Lado Dulce del canal de cable 13C donde enseñaba preparaciones dulces sin azúcar ni procesados. La emisión regresó en 2017 con el nombre Cómo me sano poniendo enfoque en cómo los cambios en la dieta pueden ayudar a mejorar ciertas enfermedades o problemáticas alimentarias.
En 2019 lanzó el programa Comer y sanar ahora en el canal de televisión abierta Mega. Desde esa fecha ha participado en varias emisión de televisión como invitada y panelista y ha participado de otros proyectos a través de los medios sociales, como clases particulares y cursos de vida saludable.
En 2022 anunció el lanzamiento de su propio programa de cocina Connie Sin Prisa, del canal de cable Cocina Viva de VTR y que será grabado desde su propia casa. 
Desde 2023 anima el programa radial La Conversa en 13C Radio.

## Obras
Ha publicado varios libros de cocina saludable.
- Cocina sana y feliz (2017). Santiago, Editorial Grijalbo
- Cocina sana y feliz 2 (2018). Santiago, Editorial Grijalbo
- Cocina sana y feliz 3 (2021). Santiago, Editorial Grijalbo
- La colación qué rica está (2023) (con Patricia Aguilera). Santiago, Editorial B De Blok